# Теньгушевський район
Теньгу́шевський райо́н (рос. Теньгушевский район, мокш. Теньгжелень аймак, ерз. Теньгушбуе) — муніципальний район у складі Республіки Мордовія Російської Федерації.
Адміністративний центр — село Теньгушево. Відстань від села до міста Саранська — 216 км.

## Географія
Район розташований у північно-західній частині фіно-угорської країни Мокшанія — тут компактно проживають мокшани, яких офіційна російська етнографія вважає субетносом народу мордва. У цьому ж районі проживає помітний анклав ерзян (ерзяни-шокша), який є південно-західним клином стародавньої ерзянської території у Нижньогородській області.
Теньгушевський район розташований у північно-західній частині Республіки Мордовія. Район межує з Темниковським та Зубово-Полянським районами Мордовії, Вознесенським районом Нижньогородської області, Ермішинським та Кодимським районами Рязанської області. Район розташований в зоні лісостепу, відноситься до Оксько-Донської низовини, характеризується широкими заплавами і надзаплавними терасами, великими торф'яними болотами, наявністю піщаних дюн і слабо розчленованим рельєфом. В цілому територія району височить над рівнем моря в середньому на 100—150 м.
По території району протікає найбільша річка Мордовії Мокша (на території району її протяжність 58 км).
Клімат помірно-континентальний, що характеризується порівняно холодною морозною зимою та помірно спекотним літом. Територія району відноситься до зони нестійкого зволоження. Роки з достатнім або навіть рясним зволоженням нерідко чергуються з посушливими. Сума активних температур становить 2200—2400 °C. Тривалість теплого періоду року, з температурою вище 0 °C від 209—214 днів, безморозних днів 130—135.
Агрокліматичні ресурси досить сприятливі для розвитку багатьох галузей сільського господарства. Тепла досить для вирощування озимого жита, ярої та озимої пшениці, вівса, картоплі, кормових культур.

## Населення
Населення району становить 9979 (2019, 12340 у 2010, 14286 у 2002).

## Адміністративно-територіальний поділ
На території району 8 сільських поселень:
| Поселення                        | Площа, км² | Населення, осіб (2002) | Населення, осіб (2010) | Населення, осіб (2019) | Центр      | Населені пункти |
| -------------------------------- | ---------- | ---------------------- | ---------------------- | ---------------------- | ---------- | --------------- |
| Барашевське сільське поселення   | 172,99     | 4146                   | 3086                   | 2673                   | Барашево   | 5               |
| Дачне сільське поселення         | 124,38     | 708                    | 662                    | 534                    | Дачний     | 2               |
| Куликовське сільське поселення   | 115,67     | 980                    | 710                    | 534                    | Куликово   | 7               |
| Нароватовське сільське поселення | 33,77      | 524                    | 482                    | 355                    | Нароватово | 4               |
| Стандровське сільське поселення  | 76,44      | 363                    | 294                    | 233                    | Стандрово  | 1               |
| Такушевське сільське поселення   | 222,48     | 1461                   | 1152                   | 830                    | Такушево   | 9               |
| Теньгушевське сільське поселення | 107,20     | 5190                   | 5135                   | 4176                   | Теньгушево | 8               |
| Шокшинське сільське поселення    | 68,02      | 914                    | 819                    | 644                    | Шокша      | 4               |

- 27 листопада 2008 року було ліквідоване Садове сільське поселення, його територія увійшла до складу Старокачеєвського сільського поселення[4].
- 12 жовтня 2009 року було ліквідоване Сакаєвське сільське поселення, його територія увійшла до складу Шокшинського сільського поселення; ліквідовані Кураєвське сільське поселення та Мельсетьєвське сільське поселення, їхні території увійшли до складу Куликовського сільського поселення[5].
- 26 травня 2014 року було ліквідоване Хлібинське сільське поселення, його територія увійшла до складу Барашевського сільського поселення[6].
- 17 травня 2018 року було ліквідоване Красноярське сільське поселення, його територія увійшла до складу Теньгушевського сільського поселення[7].
- 24 квітня 2019 року було ліквідоване Старокачеєвське сільське поселення, його територія увійшла до складу Такушевського сільського поселення[8].

## Найбільші населені пункти
Найбільші населені пункти з чисельністю населення понад 1000 осіб:
| № | Населений пункт | Населення, осіб (2002) | Населення, осіб (2010) |
| - | --------------- | ---------------------- | ---------------------- |
| 1 | Теньгушево      | 4 103                  | 4 230                  |
| 2 | Барашево        | 3 736                  | 2 777                  |

## Господарство
У районі функціонують 5 середніх, 2 основних і 7 початкових загальноосвітніх установ з контингентом — 978 учнів, навчання яких ведуть 160 педагога. Працюють 4 дошкільних освітніх установи.
У районі один заклад охорони здоров'я — МБУЗ "Теньгушевська центральна районна лікарня", що має в структурі поліклінічне відділення на 250 відвідувань у зміну, стаціонар на 67 ліжок, 19 відокремлених підрозділів: 2 амбулаторії, 17 фельдшерсько-акушерських пунктів.
Оснащеність установи медичним обладнанням відповідно до табеля оснащення становить 82 %. Число працюючих в установі становить 198 осіб на 10000 населення, у тому числі забезпеченість лікарями становить 18,4 на 10 тисяч населення, забезпеченість середнім медичним персоналом — 96,0 на 10000 населення
У районі функціонують фізкультурно-оздоровчий комплекс і 51 спортивна споруда (8 спортивних залів, 31 відкритих майданчиків, 12 пристосованих приміщень).

## Пам'ятки
На території Теньгушевського району є 18 пам'яток історії, 5 пам'яток містобудування та архітектури, 3 пам'ятника мистецтва, 41 пам'ятка археології.
Особливо охороняються природні території: дубові гаї у селах Веденяпіно і Красний Яр, березовий — селище Барашево, сосновий — селище Дачне, реліктовий дубовий — у селах Куликове і Кураєве, озеро Шелубей — поблизу села Шелубей, Мордовське — село Веденяпіно, карстове Піявське — у селі Івановка.
Район сільськогосподарський. Основними виробниками рослинницької продукції є ТОВ «Теньгушевозерноресурс».
Промисловість на території району представлена підприємствами харчової галузі. Основні промислові підприємства району:
- ТОВ Спиртзавод «Теньгушевський» — виробництво спирту етилового. Максимальна річна потужність заводу — 730 тис.дкл. етилового спирту.
- ЗАТ «Теньгушевський» — виробництво молочної продукції.